# 英國國民
聯合王國國民（United Kingdom national），又稱英國國民（British national），是不同英國國會法令內使用的一個辭彙，通常用來指下列類別的人士：
- 英國公民、
- 英國海外領土公民、
- 英國海外公民、
- 英國國民（海外）、
- 英籍人士，以及
- 受英國保護人士

除了受英國保護人士以外，上面所有類別的人士同時是英聯邦公民。受英國保護人士與愛爾蘭公民一樣，但也不被英國視作外國人。

## 歐洲共同體適用之英國國民
歐洲共同體適用之英國國民（United Kingdom national for European Community purposes）一詞，是指在各構成歐洲共同體及歐盟的條約入面，有資格被視為歐洲聯盟公民的英國國民。這類人士包括：
- 英國公民
- 直布羅陀英國海外領土公民
- 擁有居英權之英籍人士